# 拉蒙特 (加利福尼亞州)
拉蒙特（英語：Lamont）是位於美國加利福尼亞州克恩縣的一個人口普查指定地區。

## 地理
拉蒙特的座標為35°15′35″N 118°54′51″W / 35.25972°N 118.91417°W，而該地最高點為海拔高度123米（即404英尺）。

## 人口
根據2010年美國人口普查的數據，拉蒙特的面積為11.980平方千米，當中陸地面積為11.888平方千米，而水域面積為0.092平方千米。當地共有人口15120人，而人口密度為每平方千米1,262人。